# Nort-sur-Erdre
Nort-sur-Erdre é uma comuna francesa na região administrativa do País do Loire, no departamento de Loire-Atlantique. Estende-se por uma área de 66.56 km². Em 2010 a comuna tinha 9 116 habitantes (densidade: 137 hab./km²).